# Saint-Chéron (Essonne)
Pour les articles homonymes, voir Saint-Chéron.
Saint-Chéron (prononcé [sɛ̃ ʃeʁɔ̃] ) est une commune française située dans le département de l'Essonne en région Île-de-France.

## Géographie

### Localisation
Saint-Chéron est située à trente-huit kilomètres au sud-ouest de Paris-Notre-Dame, point zéro des routes de France, vingt-cinq kilomètres au sud-ouest d'Évry, quatorze kilomètres au nord-ouest d'Étampes, neuf kilomètres au nord-est de Dourdan, dix kilomètres au sud-ouest d'Arpajon, quinze kilomètres au sud-ouest de Montlhéry, dix-huit kilomètres au nord-ouest de La Ferté-Alais, vingt kilomètres au sud-ouest de Palaiseau, vingt-sept kilomètres au sud-ouest de Corbeil-Essonnes, trente kilomètres au nord-ouest de Milly-la-Forêt. Elle est par ailleurs située à cent soixante dix-neuf kilomètres au sud-ouest de Saint-Chéron dans la Marne.
La commune se trouve dans l'aire d'attraction de Paris, dans la zone d'emploi d'Étampes et dans le bassin de vie de Breuillet.

### Communes limitrophes
Les communes limitrophes sont Villeconin, Breuillet, Breux-Jouy, Saint-Maurice-Montcouronne, Sermaise, Souzy-la-Briche et Le Val-Saint-Germain.
| Le Val-Saint-Germain | Saint-Maurice-Montcouronne | Breuillet       |
|                      | Saint-Chéron               | Breux-Jouy      |
| Sermaise             | Villeconin                 | Souzy-la-Briche |

### Géologie et relief
La superficie de la commune est de 11,44 km2 ; son altitude varie de 62  à   159 mètres. 

### Hydrographie

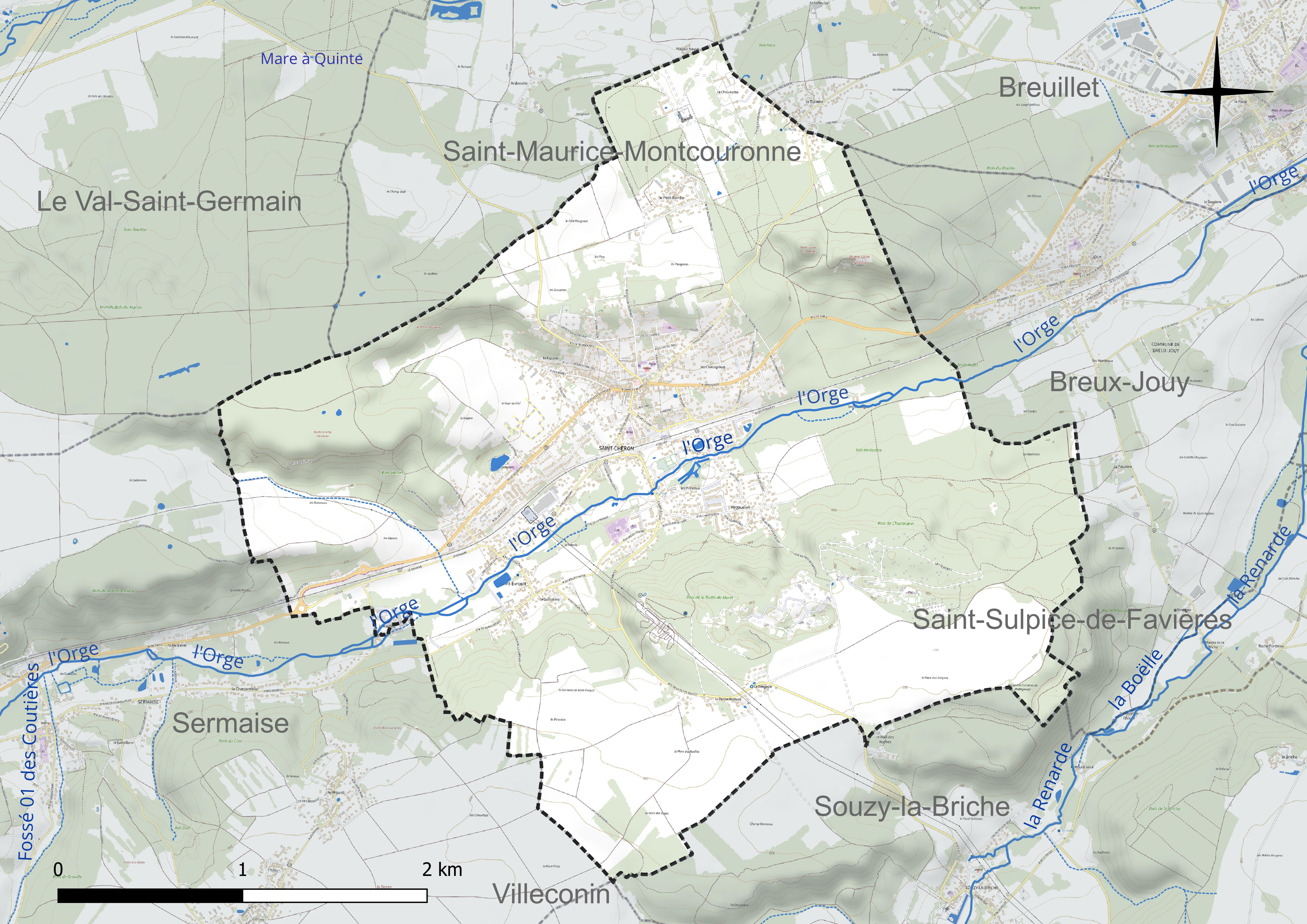
Carte hydrographique de la commune.

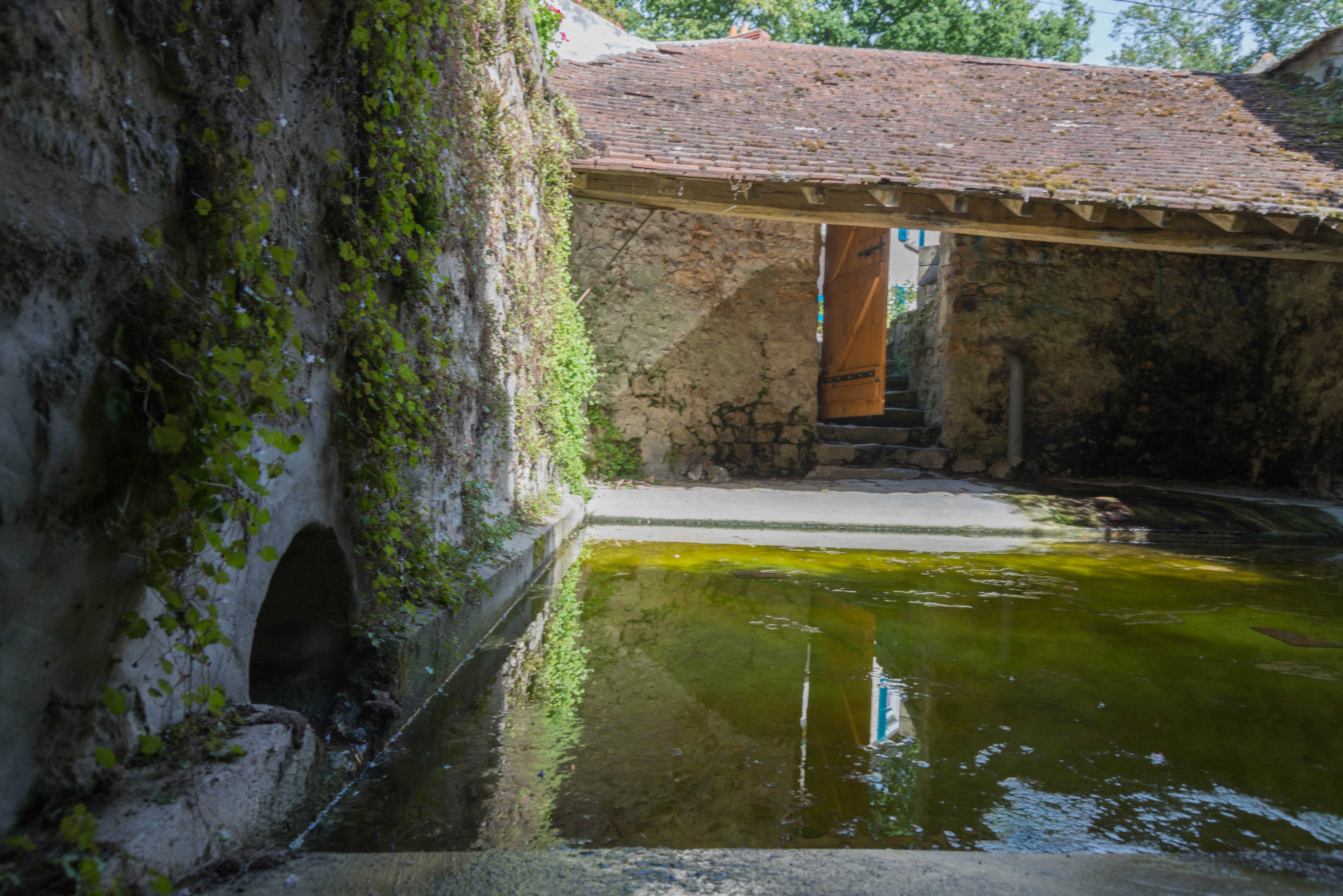
Lavoir de Baville.

La commune est traversée par la rivière l'Orge. Une station de mesure hydrométrique est implantée dans la commune au hameau de Saint-Évroult.

### Climat
Pour des articles plus généraux, voir Climat de l'Île-de-France et Climat de l'Essonne.
En 2010, le climat de la commune est de type climat océanique dégradé des plaines du Centre et du Nord, selon une étude du CNRS s'appuyant sur une série de données couvrant la période 1971-2000. En 2020, Météo-France publie une typologie des climats de la France métropolitaine dans laquelle la commune est exposée à un climat océanique altéré et est dans la région climatique Sud-ouest du bassin Parisien, caractérisée par une faible pluviométrie, notamment au printemps (120 à 150 mm) et un hiver froid (3,5 °C).
Pour la période 1971-2000, la température annuelle moyenne est de 11,2 °C, avec une amplitude thermique annuelle de 15,2 °C. Le cumul annuel moyen de précipitations est de 675 mm, avec 10,6 jours de précipitations en janvier et 7,6 jours en juillet. Pour la période 1991-2020, la température moyenne annuelle observée sur la station météorologique la plus proche, située sur la commune de Dourdan à 8 km à vol d'oiseau, est de 11,4 °C et le cumul annuel moyen de précipitations est de 654,2 mm,. Pour l'avenir, les paramètres climatiques de la commune estimés pour 2050 selon différents scénarios d'émission de gaz à effet de serre sont consultables sur un site dédié publié par Météo-France en novembre 2022.

## Urbanisme

### Typologie
Au 1er janvier 2024, Saint-Chéron est catégorisée petite ville, selon la nouvelle grille communale de densité à sept niveaux définie par l'Insee en 2022.
Elle appartient à l'unité urbaine de Saint-Chéron, une agglomération intra-départementale regroupant deux  communes, dont elle est ville-centre,,. 
Par ailleurs la commune fait partie de l'aire d'attraction de Paris, dont elle est une commune de la couronne,. Cette aire regroupe 1 929 communes,.

### Occupation des sols

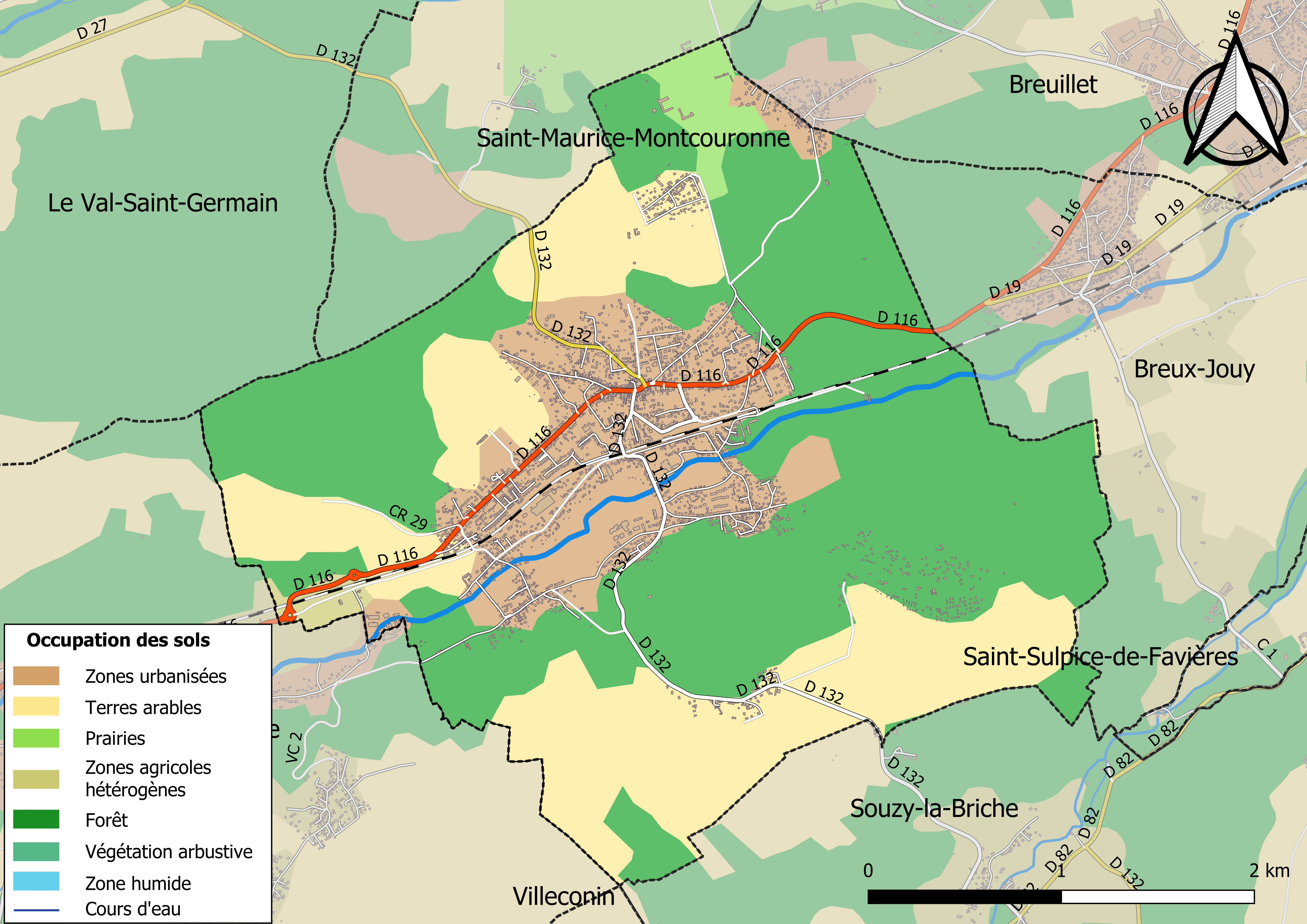
Carte des infrastructures et de l'occupation des sols de la commune en 2018 (CLC).

### Lieux-dits, hameaux et écarts
- Saint-Évroult, Baville, Mirgaudon, la Petite Beauce, La Tuilerie.

### Habitat et logement
En 2018, le nombre total de logements dans la commune était de 2 607, alors qu'il était de 2 423 en 2013 et de 2 021 en 2008.
Parmi ces logements, 79,5 % étaient des résidences principales, 13,7 % des résidences secondaires et 6,8 % des logements vacants. Ces logements étaient pour 62,8 % d'entre eux des maisons individuelles et pour 25,3 % des appartements.
La commune n'est pas assujettie à avoir un pourcentage minimum de logements sociaux en application des dispositions de l'article 55 de la loi SRU de 2000. En 2008, le nombre de logements sociaux de la commune s'élevait à 200 (10,7 % des résidences principales), chiffre stable puisque, 10 ans après, en 2018, ce nombre était de 204, mais en légère baisse relative puisqu'il n'était plus que de 9,8 % des résidences principales, compte tenu de la création de 586 logements sur la période considérée.
Le tableau ci-dessous présente la typologie des logements à Saint-Chéron en 2018 en comparaison avec celle de l'Essonne et de la France entière. Une caractéristique marquante du parc de logements est ainsi une proportion de résidences secondaires et logements occasionnels (13,7 %) supérieure à celle du département (1,6 %) et à celle de la France entière (9,7 %). Concernant le statut d'occupation de ces logements, 69,8 % des habitants de la commune sont propriétaires de leur logement (69,2 % en 2013), contre 58,7 % pour l'Essonne et 57,5 pour la France entière.
| Typologie                                               | Saint-Chéron | Essonne | France entière |
| ------------------------------------------------------- | ------------ | ------- | -------------- |
| Résidences principales (en %)                           | 79,5         | 91,9    | 82,1           |
| Résidences secondaires et logements occasionnels (en %) | 13,7         | 1,6     | 9,7            |
| Logements vacants (en %)                                | 6,8          | 6,5     | 8,2            |

### Voies de communication et transports

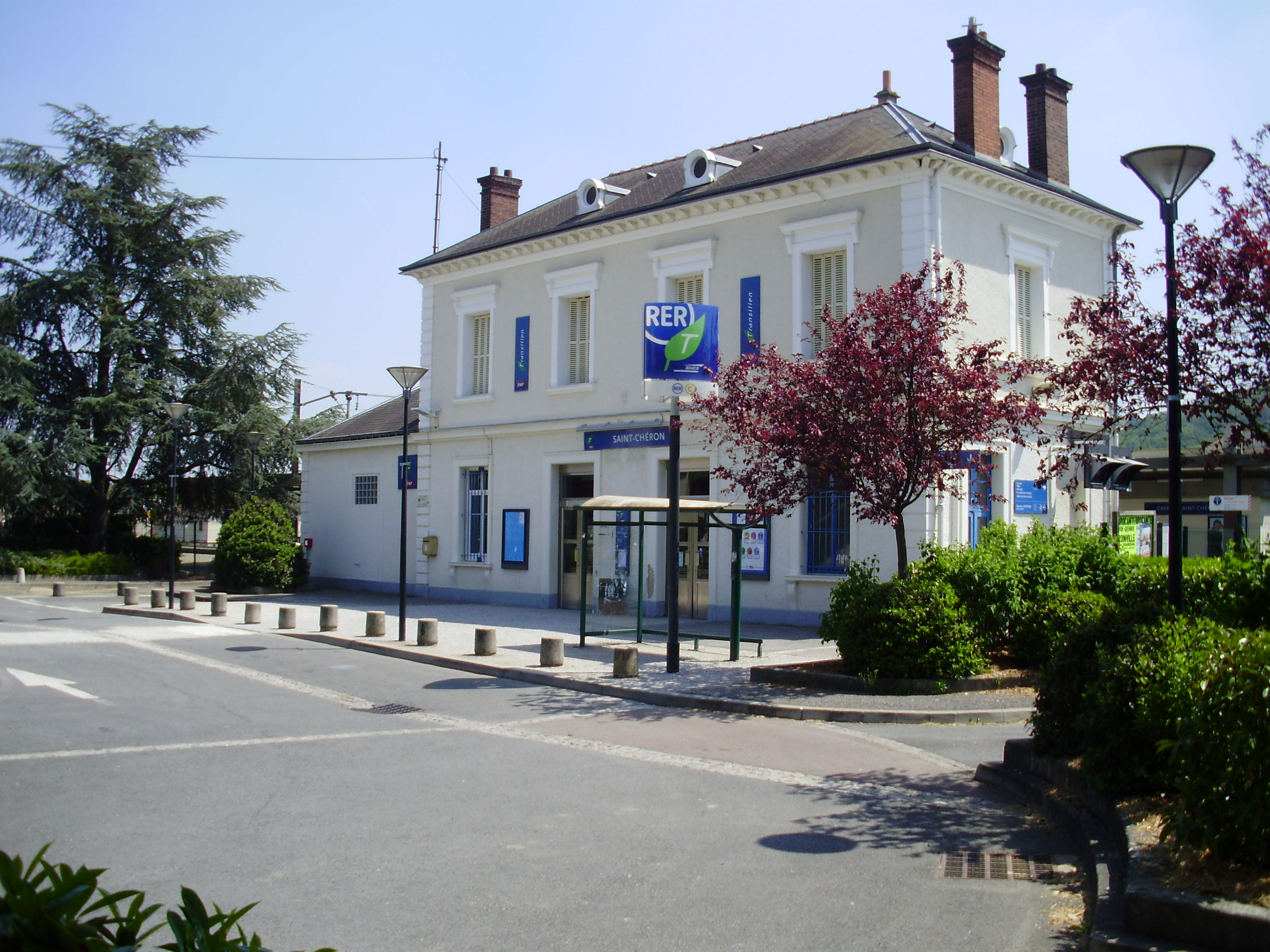
La gare de Saint-Chéron.

La commune dispose sur son territoire de la gare de Saint-Chéron desservie par la ligne C du RER d'Île-de-France.

### Risques naturels et technologiques
Des zones inondables existent, repérées sur le plan local d'urbanisme.

## Toponymie
Attestée sous les formes Sanctus Caraunus, Sanctus Cheraunus vers 1103, Sanctus Evrodus en 1304, Saint-Chéron, Mont-Couronne.
D'après l'histoire, ou la légende, la commune aurait été baptisée Saint-Chéron en hommage à un romain dénommé Caronus (devenu Chéron) qui, après de brillantes études à Rome, se convertit au christianisme et vint en Gaule via Marseille pour prêcher la foi chrétienne.
La commune fut créée en 1793 avec son nom actuel

## Histoire

### Temps modernes
Le 31 mai 1609, meurt à Paris, Claude d'Aubray (1526-1609), âgé de 83 ans, qui était le seigneur et baron de Bruyères-le-Châtel, Saint-Chéron, Mauchamps, Saint-Sulpice, La Repose et Le Coudreau. Il est inhumé en l'église Saint-André-des-Arts, à Paris près de la muraille du chœur. Ses armes sont : "D'argent à trois trèfles de sable, accompagnés d'un croissant de gueules en abîme".
Au XVIIIe siècle, sous le règne de Louis XV, furent inventés les candélabres à huile, invention destinée à éclairer d'une façon plus optimale les rues de Paris[réf. nécessaire]. C'est le cadet d'une famille aristocratique, qui ne voulait pas se soumettre à l'oisiveté, l'abbé Mathérot de Preigney, qui en fut l'ingénieux inventeur. Louis XV en était si satisfait qu'il le récompensa en lui accordant une faveur "religieuse" et le nomma abbé de l'abbaye de Saint-Chéron-lès-Chartre, de l'ordre des augustin, par lettres patentes. L'abbaye fait partie du diocèse de Chartres. En outre, monsieur Adrien-Joseph Le Valois d'Orville en chanta les louanges en un poème écrit en 1746. L'abbé Mathérot de Preigney mourut à Paris en 1758.

### Époque contemporaine

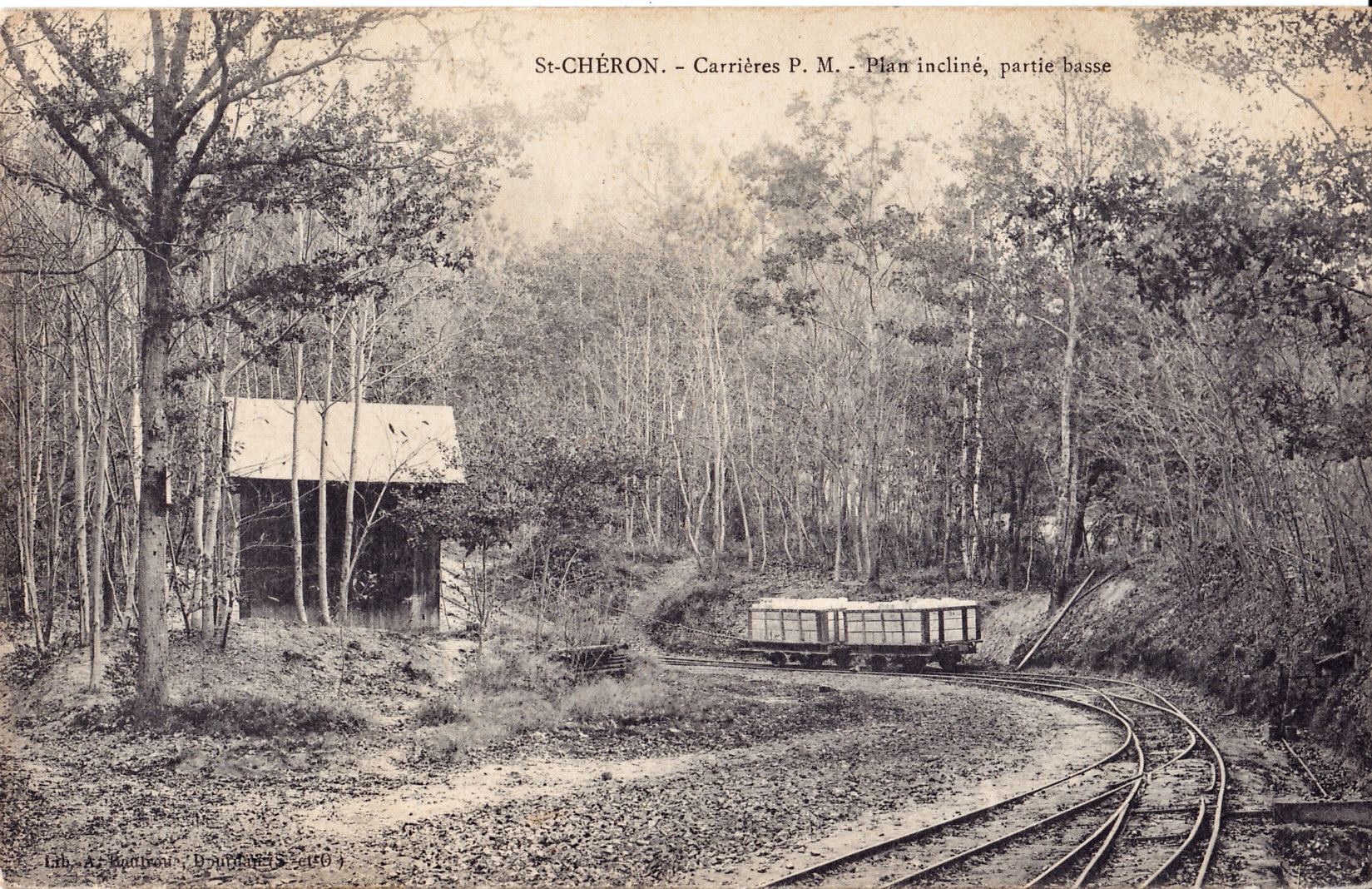
La carrière de Madagascar était dotée d'un réseau de chemin de fer, dont on voit ici la partie basse, et qui permettait de transporter les grès jusqu'à la gare de Saint-Chéron.

Aux  XIXe et XXe siècles, la carrière de Madagascar, située entre l'Orge et la Renarde, est exploitée pour ses grès. La dernière grande carrière du Bois-des-Roches ferme en 1945. Entre 1900 et 1914, la carrière employait plus de 450 ouvriers, qui façonnaient notamment des pavés destinés à la voirie.

## Politique et administration

### Rattachements administratifs et électoraux
Antérieurement à la loi du 10 juillet 1964, la commune faisait partie du département de Seine-et-Oise. La réorganisation de la région parisienne en 1964 fit que la commune appartient désormais au département de l'Essonne après un transfert administratif effectif au 1er janvier 1968. 
Elle était lors de la création du département rattachée à son arrondissement de Palaiseau, mais la commune fait désormais partie de l'arrondissement d'Étampes. 
Elle faisait partie depuis 1801 du canton de Dourdan-Nord, avant de devenir, lors de la mise en place du département de l'Essonne, le chef-lieu du canton de Saint-Chéron. Dans le cadre du redécoupage cantonal de 2014 en France, cette circonscription administrative territoriale a disparu, et le canton n'est plus qu'une circonscription électorale.

#### Rattachements électoraux
Pour les élections départementales, la commune fait partie depuis 2014 du canton de Dourdan.
Pour l'élection des députés, elle fait partie de la  troisième circonscription de l'Essonne..

### Intercommunalité
La commune est membre fondateur de la communauté de communes Le Dourdannais en Hurepoix, un établissement public de coopération intercommunale (EPCI) à fiscalité propre créé fin 2005 et auquel la commune avait transféré un certain nombre de ses compétences, dans les conditions déterminées par le code général des collectivités territoriales.

### Tendances et résultats politiques
Élections présidentielles, résultats des deuxièmes tours
- Élection présidentielle de 2002 : 83,83 % pour Jacques Chirac (RPR), 16,17 % pour Jean-Marie Le Pen (FN), 84,74 % de participation[23].
- Élection présidentielle de 2007 : 57,47 % pour Nicolas Sarkozy (UMP), 42,53 % pour Ségolène Royal (PS), 87,65 % de participation[24].
- Élection présidentielle de 2012 : 53,47 % pour Nicolas Sarkozy (UMP), 46,53 % pour François Hollande (PS), 84,41 % de participation[25].
- Élection présidentielle de 2017 : 65,72 % pour Emmanuel Macron (LREM), 34,28 % pour Marine Le Pen (FN), 77,25 % de participation.

Élections législatives, résultats des deuxièmes tours
- Élections législatives de 2002 : 57,00 % pour Geneviève Colot (UMP), 43,00 % pour Yves Tavernier (PS), 66,26 % de participation[26].
- Élections législatives de 2007 : 59,88 % pour Geneviève Colot (UMP), 40,12 % pour Brigitte Zins (PS), 61,04 % de participation[27].
- Élections législatives de 2012 : 52,16 % pour Geneviève Colot (UMP), 47,84 % pour Michel Pouzol (PS), 59,51 % de participation[28].
- Élections législatives de 2017 : 59,76 % pour Laëtitia Romeiro Dias (LREM), 40,24 % pour Virginie Araujo (LFI), 42,83 % de participation.
- Élections législatives de 2022 : 54,50 % pour Alexis Izard (RE), 45,50 % pour Steevy Gustave (EELV), 43,73 % de participation[29]
- Élections législatives de 2024 : 52,47 % pour Steevy Gustave (EELV), 47,57 % pour Stefan Milosevic (RN), 59,57 % de participation[30].

Élections européennes, résultats des deux meilleurs scores
- Élections européennes de 2004 : 22,95 % pour Harlem Désir (PS), 18,28 % pour Patrick Gaubert (UMP), 50,44 % de participation[31].
- Élections européennes de 2009 : 32,21 % pour Michel Barnier (UMP), 17,10 % pour Daniel Cohn-Bendit (Europe Écologie), 46,47 % de participation[32].
- Élections européennes de 2014 : 23,43 % pour Marine Le Pen (FN), 21,45 % pour Brice Hortefeux (UMP), 48,49 % de participation.
- Élections européennes de 2019 : 23,49 % pour Nathalie Loiseau (LREM), 20,93 % pour Jordan Bardella (RN), 51,82 % de participation.
- Élections européennes de 2024 : 34,09 % pour Jordan Bardella (RN), 14,72 % pour Raphaël Glucksmann (PS-PP), 53,10% de participation[33].

Élections régionales, résultats des deux meilleurs scores
- Élections régionales de 2004 : 45,17 % pour Jean-Paul Huchon (PS), 43,52 % pour Jean-François Copé (UMP), 71,64 % de participation[34].
- Élections régionales de 2010 : 50,45 % pour Jean-Paul Huchon (PS), 49,55 % pour Valérie Pécresse (UMP), 53,08 % de participation[35].
- Élections régionales de 2015 : 44,42 % pour Valérie Pécresse (LR), 34,22 % pour Claude Bartolone (PS), 59,02 % de participation.

Élections cantonales et départementales, résultats des deuxièmes tours
- Élections cantonales de 2001 : données manquantes.
- Élections cantonales de 2008 : 67,98 % pour Jean-Pierre Delaunay (UMP), 32,02 % pour Jean-François Degoud (DVG), 52,97 % de participation[36].
- Élections départementales de 2015 : 61,90 % pour Dany Boyer (DVD) et Dominique Echaroux (UMP), 38,10 % pour Maryvonne Boquet (PS) et Bernard Vera (PCF), 47,55 % de participation.

Élections municipales, résultats des deuxièmes tours
- Élections municipales de 2001 : données manquantes.
- Élections municipales de 2008 : 66,57 % pour Jocelyne Guidez (UMP), 33,43 % pour Claire Assere (PS), 64,53 % de participation[37].
- Élections municipales de 2014 : 65,20 % pour Jocelyne Guidez (UMP) élue au premier tour, 22,17 % pour André Lever (SE), 12,61 % pour Pierre Wajeman (DVG), 61,79 % de participation.
- Élections municipales de 2020 : 57,16 % pour Jean-Marie Gelé (DVD) élu au premier tour, 26,37 % pour Chribelle Bilo (DVG), 16,46 % pour André Lever (SE), 39,21 % de participation.

Référendums
- Référendum de 2000 relatif au quinquennat présidentiel : 70,20 % pour le Oui, 29,80 % pour le Non, 35,99 % de participation[38].
- Référendum de 2005 relatif au traité établissant une Constitution pour l'Europe : 50,48 % pour le Non, 49,52 % pour le Oui, 75,19 % de participation[39].

### Administration municipale
Compte tenu du nombre de ses habitants, supérieur à 5 000 habitants, la commune est administrée par un conseil municipal de vingt-neuf élus, y compris le maire et ses adjoints.

### Liste des maires
| Période        | Période                    | Identité                        | Étiquette    | Qualité |
| -------------- | -------------------------- | ------------------------------- | ------------ | --- |
| 1790           |                            | François Courtois               |              | |
|                |                            |                                 |              | |
| 1799           | 1807                       | Edmé Étienne Fournier           |              | |
| 1807           | 1824                       | Martin Pierre Larrieu           |              | |
| 1824           | 1831                       | Albert de Saulty                |              | |
| 1831           | 1834                       | Edmé Étienne Courtois           |              | |
| 1834           | 1848                       | Jean Baptiste Regnier           |              | |
| 1848           | 1851                       | Edmé Étienne Courtois           |              | |
| 1851           | 1862                       | Jean Baptiste Regnier           |              | |
| 1862           | 1869                       | Jean Baptiste Bouillon-Lagrange |              | |
| 1869           | 1870                       | Vincent Joyeux                  |              | Maire intérimaire |
| 1870           | 1874                       | Constant James                  |              | |
| 1874           | 1874                       | Firmin Leclerc                  |              | Maire intérimaire |
| 1874           | 1876                       | Médard Porta                    |              | |
| 1876           | 1877                       | Louis Boudin                    |              | |
| 1877           | 1882                       | Émile Soubeiran                 |              | |
| 1882           | 1894                       | Georges Vian                    |              | |
| 1894           | 1902                       | Charles Gagnière                |              | |
| 1902           | 1907                       | Albert de Saulty                |              | |
| 1907           | 1908                       | Eugène Roux                     |              | |
| 1908           | 1929                       | Edmond Vian                     | PRRRS        | Docteur en médecine Député de Seine-et-Oise (1910 → 1914) Conseiller général de Dourdan-Nord (1907 → 1930) |
| 1930           | 1932                       | Paul Gelin                      |              | |
| 1932           | 1944                       | Edmond Musmaque                 |              | |
| 1944           | 1944                       | André Vincentelli               |              | |
| 1944           | 1944                       | Marcel Rouault                  |              | |
| 1945           | mai 1953                   | Jules Collas                    |              | |
| mai 1953       | mars 1965                  | Hubert Germain,                 | UNR puis UDR | Membre des forces françaises libres, compagnon de la Libération Attaché de direction dans une entreprise de produits chimiques Ministre (1972 → 1974) Député de Paris (14e circ) (1962 → 1967, 1968 → 1972 et 1973) |
| mars 1965      | juin 1973                  | Raymond Lochard (1915-1973)     | DVD          | Conseiller général de Saint-Chéron (1967 → 1973) Décédé en fonction |
| 1973           | mars 1983                  | Pierre Castelnau                |              | |
| mars 1983      | mai 1988                   | Paul de Bigault de Cazanove     |              | Vice-amiral d’escadre Décédé en fonction |
| mai 1988       | mars 2008                  | Jean-Pierre Delaunay            | RPR puis UMP | Retraité Conseiller général de Saint-Chéron (2001 → 2015) |
| mars 2008      | novembre 2017              | Jocelyne Guidez                 | UDI          | Sénatrice de l'Essonne (2017 → ) Présidente de la CC Le Dourdannais en Hurepoix (2014 → 2017) Démissionnaire à la suite de son élection comme sénatrice                                                             |
| novembre 2017, | En cours (au 16 juin 2025) | Jean-Marie Gelé                 | DVD          | Ancien technicien au CEA Réélu pour le mandat 2020-2026 |

### Jumelages
| Saint-Chéron Rotherfield Vicovaro |

Saint-Chéron a développé des associations de jumelage avec :
- Rotherfield (Royaume-Uni) depuis 1986, en anglais Rotherfield, située à 309 kilomètres[50] ;
- Vicovaro (Italie) depuis 2003, en italien Vicovaro, située à 1 111 kilomètres[51].

## Équipements et services publics

### Enseignement
Les élèves de Saint-Chéron sont rattachés à l'académie de Versailles. La commune dispose sur son territoire des écoles primaires du Centre et du Pont-de-Bois et du collège du Pont-de-Bois.

### Postes et télécommunications
Un bureau de poste est implanté dans la commune.

### Justice, sécurité, secours et défense
En 2011, la commune de Saint-Chéron dispose sur son territoire d'une brigade de gendarmerie nationale et d'un centre de secours de sapeurs-pompiers volontaires.

## Population et société

### Démographie
Les habitants sont appelés les Saint-Chéronnais.

#### Évolution démographique
L'évolution du nombre d'habitants est connue à travers les recensements de la population effectués dans la commune depuis 1793. Pour les communes de moins de 10 000 habitants, une enquête de recensement portant sur toute la population est réalisée tous les cinq ans, les populations de référence des années intermédiaires étant quant à elles estimées par interpolation ou extrapolation. Pour la commune, le premier recensement exhaustif entrant dans le cadre du nouveau dispositif a été réalisé en 2007.

En 2022, la commune comptait 5 176 habitants, en évolution de +2,6 % par rapport à 2016 (Essonne : +2,89 %, France hors Mayotte : +2,11 %).
| 1793  | 1800  | 1806  | 1821  | 1831  | 1836  | 1841  | 1846  | 1851  |
| ----- | ----- | ----- | ----- | ----- | ----- | ----- | ----- | ----- |
| 1 100 | 1 224 | 1 195 | 1 197 | 1 125 | 1 034 | 1 030 | 1 068 | 1 071 |

| 1856  | 1861  | 1866  | 1872  | 1876  | 1881  | 1886  | 1891  | 1896  |
| ----- | ----- | ----- | ----- | ----- | ----- | ----- | ----- | ----- |
| 1 035 | 1 036 | 1 096 | 1 091 | 1 188 | 1 401 | 1 470 | 1 641 | 1 854 |

| 1901  | 1906  | 1911  | 1921  | 1926  | 1931  | 1936  | 1946  | 1954  |
| ----- | ----- | ----- | ----- | ----- | ----- | ----- | ----- | ----- |
| 1 984 | 1 949 | 2 014 | 1 841 | 1 966 | 1 877 | 1 895 | 1 952 | 1 964 |

| 1962  | 1968  | 1975  | 1982  | 1990  | 1999  | 2006  | 2007  | 2012  |
| ----- | ----- | ----- | ----- | ----- | ----- | ----- | ----- | ----- |
| 2 236 | 2 457 | 3 370 | 3 550 | 4 082 | 4 444 | 4 752 | 4 796 | 4 834 |

| 2017  | 2022  | - | - | - | - | - | - | - |
| ----- | ----- | - | - | - | - | - | - | - |
| 5 072 | 5 176 | - | - | - | - | - | - | - |

#### Pyramide des âges
En 2018, le taux de personnes d'un âge inférieur à 30 ans s'élève à 37,7 %, soit en dessous de la moyenne départementale (39,9 %). À l'inverse, le taux de personnes d'âge supérieur à 60 ans est de 22,5 % la même année, alors qu'il est de 20,1 % au niveau départemental.
En 2018, la commune comptait 2 477 hommes pour 2 657 femmes, soit un taux de 51,75 % de femmes, légèrement supérieur au taux départemental (51,02 %).
Les pyramides des âges de la commune et du département s'établissent comme suit.
| Hommes | Classe d’âge | Femmes |
| ------ | ------------ | ------ |
| 0,5    | 90 ou +      | 0,7    |
| 6,5    | 75-89 ans    | 8,2    |
| 14,4   | 60-74 ans    | 14,7   |
| 21,8   | 45-59 ans    | 21,5   |
| 18,4   | 30-44 ans    | 17,9   |
| 18,9   | 15-29 ans    | 17,8   |
| 19,5   | 0-14 ans     | 19,2   |

| Hommes | Classe d’âge | Femmes |
| ------ | ------------ | ------ |
| 0,5    | 90 ou +      | 1,4    |
| 5,4    | 75-89 ans    | 7,2    |
| 12,9   | 60-74 ans    | 13,9   |
| 20     | 45-59 ans    | 19,4   |
| 19,9   | 30-44 ans    | 20,1   |
| 20     | 15-29 ans    | 18,2   |
| 21,3   | 0-14 ans     | 19,8   |

### Sports et loisirs
Pour les randonneurs, la commune est traversée par le GR de Pays du Hurepoix, qui relie la vallée de la Bièvre, à celle de l'Essonne, via l'Yvette, l'Orge, et la Juine. Le sentier de grande randonnée GR 1 traverse le territoire de la commune.

### Vie associative
L'harmonie de Saint-Chéron est présente lors des cérémonies du 8-Mai, 18-Juin et 11-Novembre. Elle participe également à la fête des Trois Vallées et aux Rencontres Musicales.

### Lieux de culte
La paroisse catholique de Saint-Chéron est rattachée au secteur pastoral de Dourdan et du diocèse d'Évry-Corbeil-Essonnes. Elle dispose de l'église Saint-Chéron.

### Médias
L'hebdomadaire Le Républicain relate les informations locales. La commune est en outre dans le bassin d'émission des chaînes de télévision France 3 Paris Île-de-France Centre, IDF1 et Téléssonne intégré à Télif.

## Économie

### Emplois, revenus et niveau de vie
En 2006, le revenu fiscal médian par ménage était de 21 800 €, ce qui plaçait la commune au 1 520e rang parmi les 30 687 communes de plus de cinquante ménages que compte le pays et au 124e rang départemental.
| Répartition des emplois par catégories socioprofessionnelles en 2006. |              |                                           |                                                   |                            |                          |                           |
|                                                                       | Agriculteurs | Artisans, commerçants, chefs d’entreprise | Cadres et professions intellectuelles supérieures | Professions intermédiaires | Employés                 | Ouvriers                  |
| Saint-Chéron                                                          | 0,4 %        | 8,0 %                                     | 15,9 %                                            | 25,1 %                     | 30,7 %                   | 19,9 %                    |
| Zone d'emploi de Dourdan                                              | 0,7 %        | 6,0 %                                     | 18,9 %                                            | 28,5 %                     | 26,3 %                   | 19,6 %                    |
| Moyenne nationale                                                     | 2,2 %        | 6,0 %                                     | 15,4 %                                            | 24,6 %                     | 28,7 %                   | 23,2 %                    |
| Répartition des emplois par secteurs d’activités en 2006.             |              |                                           |                                                   |                            |                          |                           |
|                                                                       | Agriculture  | Industrie                                 | Construction                                      | Commerce                   | Services aux entreprises | Services aux particuliers |
| Saint-Chéron                                                          | 0,8 %        | 7,7 %                                     | 6,1 %                                             | 16,1 %                     | 8,1 %                    | 13,5 %                    |
| Zone d'emploi de Dourdan                                              | 1,7 %        | 10,4 %                                    | 7,5 %                                             | 11,8 %                     | 21,6 %                   | 6,9 %                     |
| Moyenne nationale                                                     | 3,5 %        | 15,2 %                                    | 6,4 %                                             | 13,3 %                     | 13,3 %                   | 7,6 %                     |
| Sources : Insee,                                                      |              |                                           |                                                   |                            |                          |                           |

## Culture locale et patrimoine

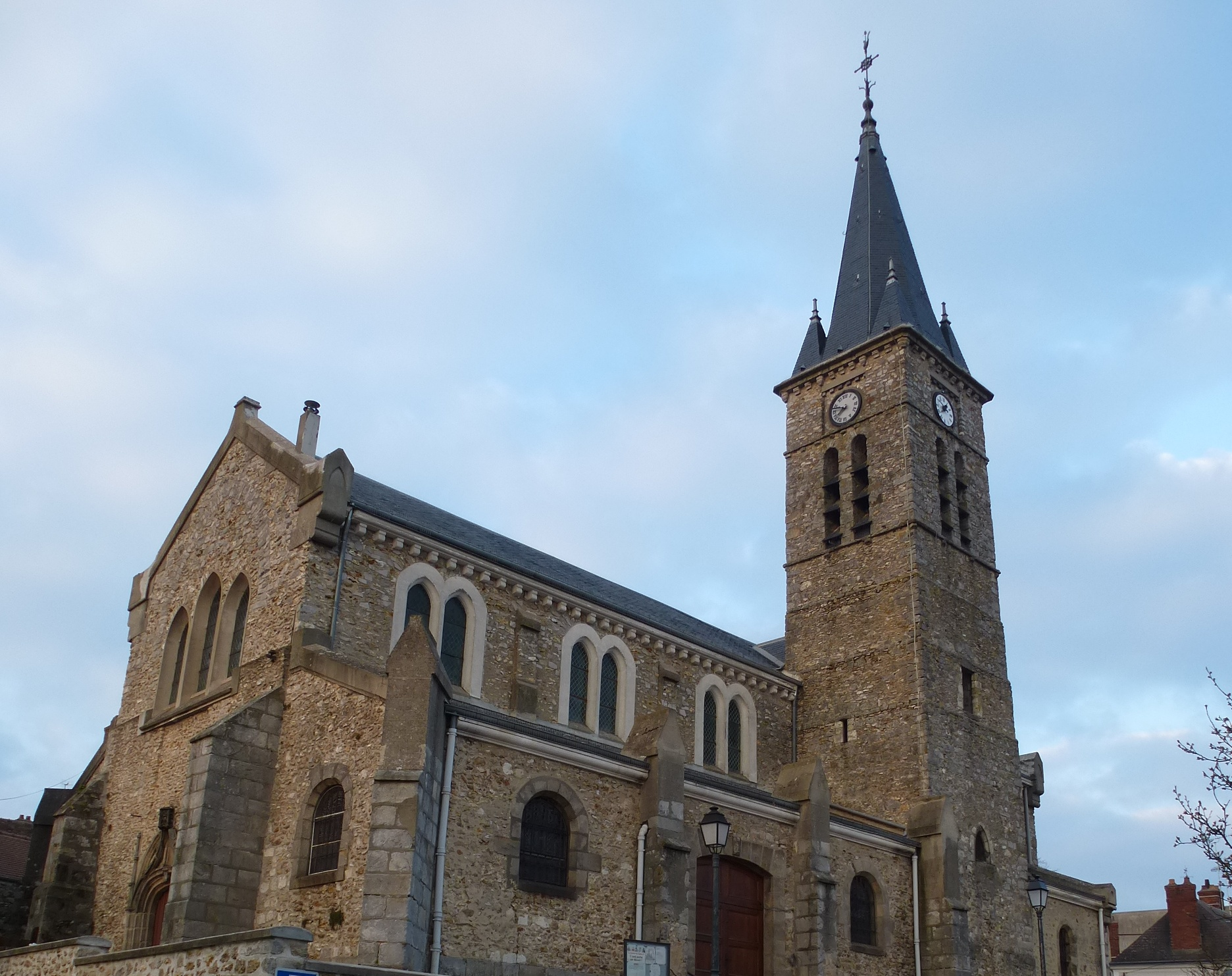
L'église Saint-Chéron.

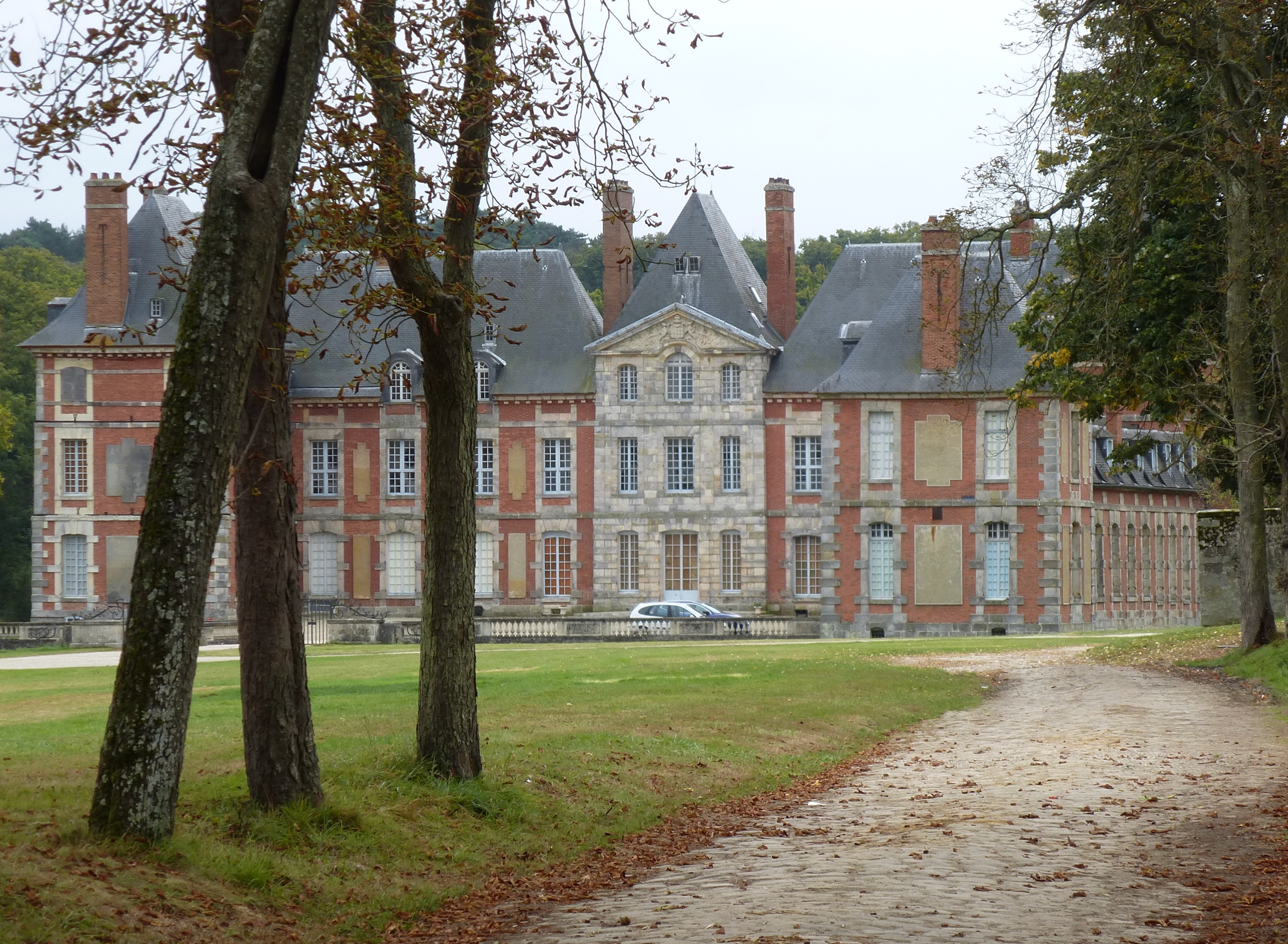
Le château de Baville.

### Lieux et monuments
- L'église Saint-Chéron restaurée à la fin du XIXe siècle.
- Le château de Baville fut construit de 1625 à 1629 sur le domaine des Lamoignon dans le pur style Louis XIII : chaînage de pierre blanche (du grès tiré de la butte Saint-Nicolas), brique rouge et toits d'ardoise bleue, pentus à la Mansart. L'entrepreneur qui a réalisé les travaux est le maître maçon Michel Villedo. Les deux ailes et les communs, du même style, datent du milieu du XVIIe siècle. L'aile gauche a malheureusement disparu au début du XIXe siècle : elle contenait une très riche bibliothèque, actuellement conservée au British Museum[réf. nécessaire]. Au Grand Siècle, la société la plus choisie fréquentait ce domaine. Parmi ses hôtes, on cite saint Vincent de Paul, Racine, La Fontaine, Madame de Sévigné, Bourdaloue. C'est là que Boileau composa plusieurs de ses œuvres[70]. Ce château, situé au milieu d'un très grand parc arboré, n'est pas ouvert au public. Il a été inscrit aux monuments historiques le 22 octobre 1990[71].
- La maison Cicéri datée de 1803 a été inscrite à l'inventaire supplémentaire des monuments historiques le 15 février 1989 et le 12 juillet 2002[72].
- Les berges de l'Orge et les bois qui entourent le bourg ont été recensés au titre des espaces naturels sensibles par le conseil général de l'Essonne[73].

### Personnalités liées à la commune
Différents personnages publics sont nés, décédés ou ont vécu à Saint-Chéron :
- Chrétien-François de Lamoignon de Bâville, ministre de Louis XVI, s'y suicida en 1789.
- Hugues Salel (1504-1553), poète y est mort.
- Isidore-Simon Brière de Mondétour (1753-1810) ; homme politique.
- Pierre-Luc-Charles Ciceri (1782-1868), artiste peintre y est mort.
- Claire Bazard (1794-1883), féministe s'y maria.
- Max Marest (1929-2016), homme politique y exerça.
- Mad-Jarova (1937-), artiste peintre et sculptrice, y réside depuis 1975
- Marc Yor (1949-2014), mathématicien français, y a vécu et y est inhumé.
- Jocelyne Guidez (1956-), Sénatrice de l'Essonne (2017-) et Maire de Saint-Chéron (2008-2017)
- Nicolas Lejeune (1998-), tireur sportif, y a vécu durant toute son enfance.

### Héraldique et logotype

Logotype de la commune.

| Blason de Saint-Chéron (Essonne) | Blason  | Tranché d'or et de sinople au château d'azur brochant sur le tout. |
| Blason de Saint-Chéron (Essonne) | Détails | Le statut officiel du blason reste à déterminer.                   |

La commune s'est en outre dotée d'un logotype.

### Saint-Chéron dans les arts et la culture
- L'artiste peintre Armand Guillaumin réalisa une toile représentant la commune, intitulée Bord de l'Orge à Saint-Chéron, aujourd'hui conservé au musée Lambinet à Versailles[74].
- Saint-Chéron a servi de lieu de tournage pour le film Lautrec de Roger Planchon sorti en 1998[75].

## Pour approfondir